# براندون ماسي
براندون ماسي (بالإنجليزية: Brandon Massey)‏ (9 يونيو 1973، وكغن في الولايات المتحدة)؛ كاتب وروائي أمريكي.